# Satyrium acuminatum
Satyrium acuminatum är en orkidéart som beskrevs av John Lindley. Satyrium acuminatum ingår i släktet Satyrium och familjen orkidéer. Inga underarter finns listade i Catalogue of Life.